# Landet Sogn (Lolland Kommune)
Landet Sogn 
ist eine Kirchspielsgemeinde (dän.: Sogn)
auf der Insel Lolland im südlichen Dänemark.
Bis 1970 gehörte sie zur Harde Lollands Sønder Herred im damaligen Maribo Amt, danach zur Højreby Kommune im Storstrøms Amt, die im Zuge der  Kommunalreform zum 1. Januar 2007 in der Lolland Kommune in der Region Sjælland aufgegangen ist.
Im Kirchspiel leben 255 Einwohner (Stand: 1. Januar 2023).
Im Kirchspiel liegt die Kirche „Landet Kirke“.
Nachbargemeinden sind im Norden Søllested-Skovlænge-Gurreby Sogn, im Nordosten Ryde Sogn, im Südosten Vejleby Sogn, im Südwesten Gloslunde Sogn und im Nordwesten Græshave Sogn.